# Burey-en-Vaux
 Burey-en-Vaux  es una población y comuna francesa, en la región de Lorena, departamento de Mosa, en el distrito de Commercy y cantón de Vaucouleurs.

## Demografía
| 175 | 164 | 131 | 135 | 133 | 114 |
| Para los censos de 1962 a 1999 la población legal corresponde a la población sin duplicidades (Fuente: INSEE [Consultar]) |     |     |     |     |     |